# NGC 6817
NGC 6817 este o galaxie situată în constelația Dragonul. A fost descoperită în  de către .